# Homodontosaurus
Homodontosaurus es un género extinto de terápsido terocéfalo del Pérmico Superior de Sudáfrica. La especie tipo Homodontosaurus kitchingi fue nombrada por el paleontólogo sudafricano Robert Broom en 1949. Broom basó su descripción en un pequeño cráneo hallado en la Zona Faunística de Cistecephalus cerca de Graaff-Reinet. El cráneo es muy pequeño, de cerca de 55 milímetros de largo y de 20 milímetros de ancho. Homodontosaurus tenía grandes cuencas oculares y un hocico alargado. La mandíbula es larga, delgada y curvada. Tenía numerosos dientes en el maxilar superior alargados, acabados en punta y de forma redondeada en corte transversal.
Cuando realizó la descripción original de Homodontosaurus en 1949, Broom lo consideró como un pelicosaurio. Él notó similitudes entre el cráneo de Homodontosaurus y el del esfenacodóntido Secodontosaurus del Pérmico Inferior de Texas. Broom pensó que Homodontosaurus estaba particularmente emparentado con un pelicosaurio llamado Elliotsmithia, el cual él nombró en 1937 basándose en la mitad posterior de un cráneo. En 1950, el paleontólogo sudafricano A. S. Brink describió un segundo espécimen de Homodontosaurus, el cual incluía el esqueleto postcraneal. Con base en este esqueleto, los paleontólogos D. M. S. Watson y Alfred Romer lo reclasificaron como un terocéfalo escaloposáurido en 1956. Los escaloposáuridos son ahora reconocidos como una agrupación artificial de formas juveniles de muchos terocéfalos. Homodontosaurus ha sido incluso considerado como una forma juvenil del terocéfalo Tetracynodon. Homodontosaurus y muchos otros escalopodótidos son ahora clasificados como miembros basales de Baurioidea.